# Thelgetra adusta
Thelgetra adusta là một loài bọ cánh cứng trong họ Cerambycidae.